# Хоригос
Хоригос или Хорево (на гръцки: Χορηγός; до 1927 година: Χορεβόν, Хоревон), е село в Република Гърция, дем Горуша (Войо) в област Западна Македония.

## География
Селото е разположено на 700 m надморска височина, на около 6 km северозападно от град Неаполи (Ляпчища).

## История

### В Османската империя
В османските данъчни регистри от средата на XV век Хорово е споменато с 13 глави на семейства и двама неженени: Папа Михал, Коста, Яно, Тодор, Велче, Михал, Яно, Никола, Тодор, Добри, Яне, Гонча и Димо, и една вдовица Домника. Общият приход за империята от селото е 961 акчета.
В 1873 година селяни от района на Хрупища закупуват земя от Назли бей и основават селото на сегашното му място.
В края на ХІХ век Хорево е гръцко село в Населишката каза на Османската империя.
Според статистиката на Васил Кънчов в 1900 година в Хорево живеят 120 гърци християни.
На Етнографската карта на Битолския вилает на Картографския институт в София от 1901 година Херево е чисто гръцко село в Костурската каза на Корчанския санджак с 49 къщи.
Според гръцка статистика от 1904 година в Χορεβόν живеят 150 гърци християни.

### В Гърция
През Балканската война в 1912 година в селото влизат гръцки части и след Междусъюзническата в 1913 година Хорево остава в Гърция.
През 1913 година при първото преброяване от новата власт в Хоривон (Χοριβόν) са регистрирани 300 жители.
В 1922 година е построена църквата „Света Богородица“, обновена в 2003 година. В 1918 година е изграден параклисът „Животворящ източник“. В 1927 година името на селото е сменено на Хоригос.
В селото днес има етнографски музей. Едната църква е посветена на Светите Архангели, а другата на Свети Атанасий.
Населението традиционно произвежда жито, тютюн, картофи и други земеделски продукти, като се занимава и със скотовъдство.
| Име        | Име         | Ново име | Ново име | Описание               |
| ---------- | ----------- | -------- | -------- | ---------------------- |
| Ронгия     | Ρόγγια      | Петало   | Πέταλο   | връх на ЮЮИ от Хоригос |
| Микри Бара | Μικρή Μπάρα | Пигес    | Πηγές    | река                   |

| Година    | 1913 | 1920 | 1928 | 1940 | 1951 | 1961 | 1971 | 1981 | 1991 | 2001 | 2011 | 2021 |
| --------- | ---- | ---- | ---- | ---- | ---- | ---- | ---- | ---- | ---- | ---- | ---- | ---- |
| Население | 300  | 280  | 290  | 265  | 219  | 204  | 149  | 145  | 144  | 153  | 90   | 60   |